# 屯門天主教中學
屯門天主教中學（英語：Tuen Mun Catholic Secondary School）位於香港新界屯門建生邨，是天主教香港教區23間中學之一。學校於1987年成立，現任校監為陳振光博士，現任校長為王傑先生。該校部分班別以英語授課，除中文科、中國歷史、普通話、通識與社會、宗教及倫理外，其餘科目均以英語教學。

## 歷史
- 1987年9月1日：學校正式成立，初時借用保良局董玉娣中學其中兩層上課，初時共有8班。創校校監為朱樂蓮修女，校長為黃循萬先生。
- 1988年9月1日：學校遷入位於建生邨的校舍，舉行開幕典禮，並首次演出音樂劇《屯天步伐》。[2]
- 1988至89年度，加拿大神召會嘉智中學曾借用本校若干課室，直至屯門碼頭區的正式校舍移交為止。
- 2004年1月：學校進行維修工程，興建新翼。
- 2009年9月1日：為了配合三三四新學制，作課程改革，學校開設14個選修科，分為三個組合。每一選修科班學生人數限制為40人。

## 校訓
真謙恆誠
- 同為四個學社名，分為紅色（真）、黃色（謙）、藍色（恆）、綠色（誠）

## 辦學宗旨
- 傳揚耶穌基督愛和公義的福音精神，培養學生以勇氣實踐倫理道德，成己達人。[3]
- 培養學生運用智慧，應用所學，創造美好的人生，貢獻社群。

## 校舍
此校為一座連環型校舍，面積達4000平方米，設施包括球場、禮堂、多媒體室、電腦室、語言實驗室、實驗室、中國語文活動室、英語自學中心、數學角、通識資源中心、家政室和設計與科技室等。另設有宗教室和祈禱室，而天台設置有機耕種農圃。而每層都設小書架，提供英文書借閱。
校舍在2004年曾進行維修工程，興建新翼。到2011年暑假起，4樓課室及圖書館暫時封閉，翻新後藏書量多達五萬多冊。同年暑假進行維修工程，重鋪籃球場。

## 歷任校長

### 校長
| 姓名       | 任期      |
| ---------- | --------- |
| 黃循萬先生 | 1987-1995 |
| 李志光先生 | 1995-2001 |
| 何明生先生 | 2001-2003 |
| 羅耀維先生 | 2003-2009 |
| 賀妙珍女士 | 2009-2017 |
| 劉文傑先生 | 2017-2018 |
| 蕭思銓先生 | 2018-2023 |
| 王傑先生   | 2023-現今 |

## 外部連結
- 屯門天主教中學官網